# Reino Vambunda
```
   |-
       |
Erro:
:  
valor não especificado para "
nome_comum
"
```

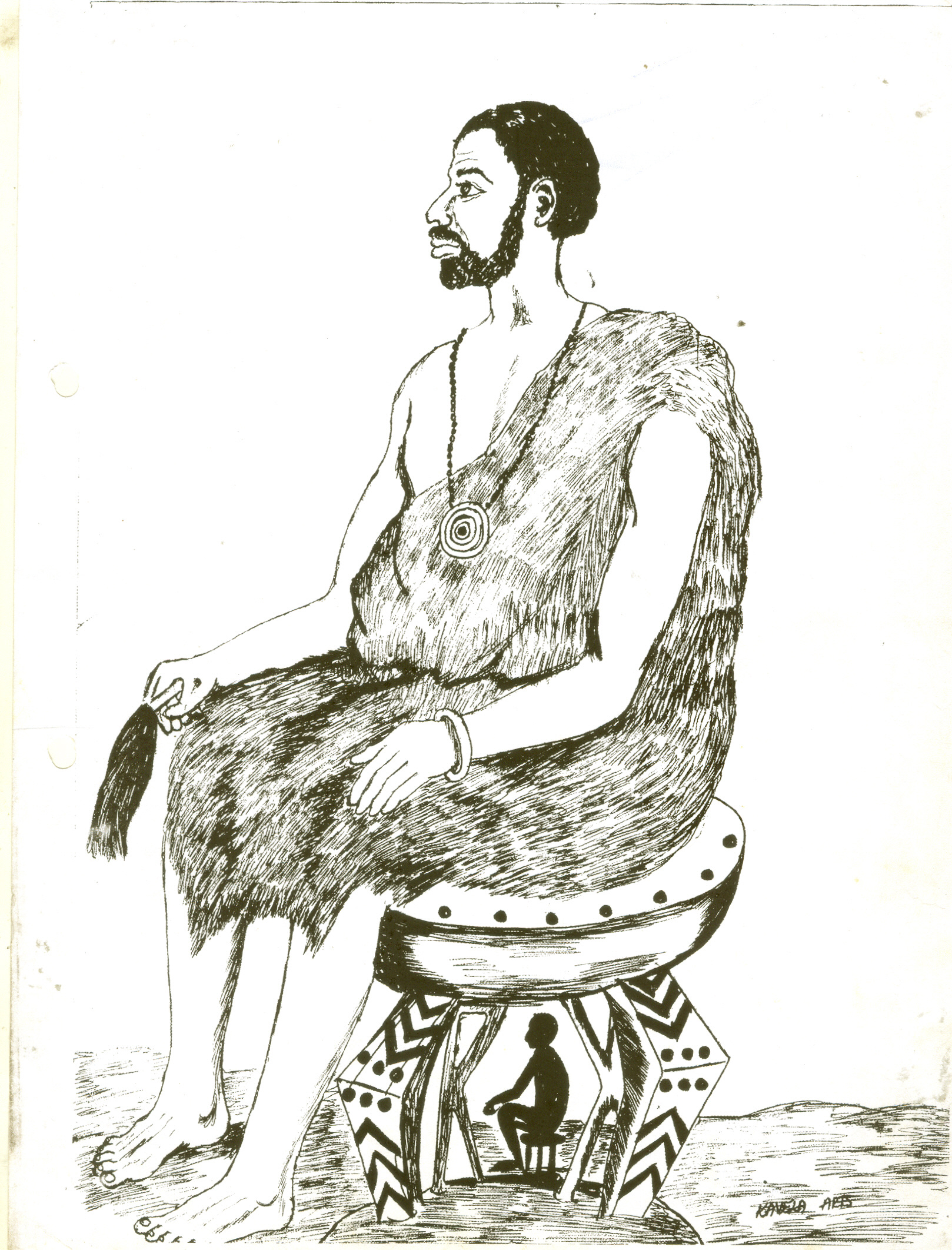
O rei Mwene Mbandu Kapova I foi o 21º monarca do Reino Vambunda, no sudeste da atual Angola, antes da colonização portuguesa do território vambunda no início do século XX.

O Reino Vambunda (vambunda: Chuundi ca Mbunda ou Vumwene vwa Mbunda), Reino dos Vambundas ou Bundalândia, foi um reino africano localizado na África central ocidental, que é agora o sudeste de Angola.  Na sua maior extensão, chegou de Mitimoi, no centro do Moxico, à província do Cuando-Cubango, no sudeste, na fronteira com a Namíbia.  O reino foi governado pelo rei Mwene wa Ngoma  e Mwene Mbandu Kapova I.